# Obsesión (canción)
«Obsesion» es un sencillo de 2002 lanzado por la agrupación musical de bachata Aventura en su álbum We Broke the Rules.
En 2002, la canción ocupó el n.º 1 en Italia durante 16 semanas consecutivas y en Hispanoamérica, España y diferentes países de Europa y América se ha situado en el Top 100 durante más de 90 días consecutivos.
La letra fue escrita por Romeo Santos y el coro interpretado por la vocalista femenina Judy Santos.

## Versiones
- Jr`ranks y Kayra sacaron su versión a dúo, la cual tuvo gran éxito en ese momento.
- En el 2003, la canción es regrabada por 3rd Wish a dúo con Baby Bash. Frankie J hizo lo propio, titulando la canción como Obsession (No es amor).[1]
- Más tarde, en el año 2005, la canción fue regrabada por Los Horóscopos de Durango en su álbum Y seguimos con duranguense.
- La canción fue regrabada por una banda brasileña llamada KLB y grabada en portugués con el nombre de "Obsessão".
- En el 2023, el dúo español Loic y Mario reinterpreta el tema con un personal estilo pop rock.

## Drama de la canción
La letra relata la historia de un hombre mayor obsesionado por una mujer menor comprometida con otro hombre. La chica quien se siente acosada lo rechaza constantemente, mientras él no le hace caso y sigue pretendiéndola con argumentos persuasivos y comparativos con respecto al otro chico.